# David Paich

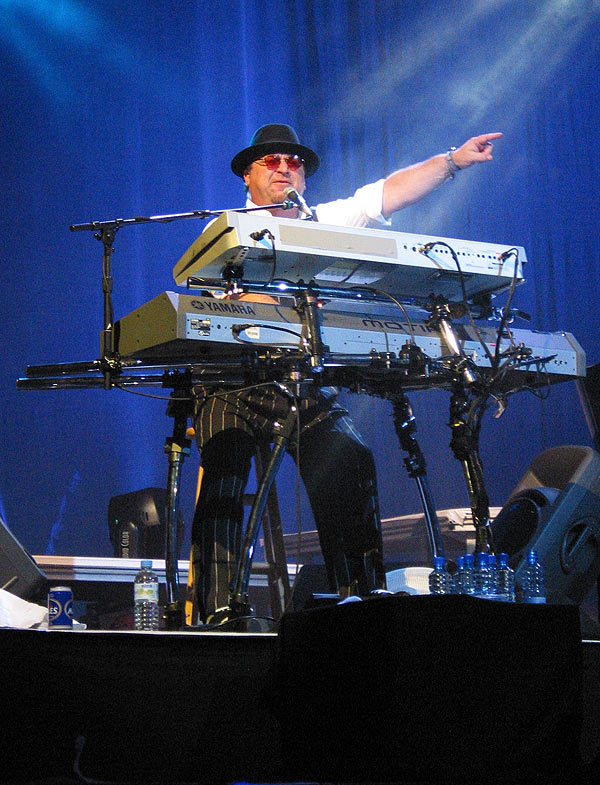
David Paich en concierto.

David Frank Paich (Los Ángeles, California; 25 de junio de 1954) es un compositor, arreglador, teclista y cantante estadounidense. Es principalmente conocido como miembro de la banda Toto, en la cual fue tecladista y uno de los cantantes, y también es célebre por ser compositor de canciones como Rosanna, Hold the line, 99 y Georgy Porgy. Es conocido por cantar la canción Africa del disco Toto IV de 1982, multipremiada en los Grammy de ese año.
Asimismo, compuso con Jeff Porcaro la canción Africa, uno de los número 1 de Toto, y también ha compuesto canciones para Cher, Jacksons, George Benson, Andy Williams y Chicago, entre otros. En 2004 fue sustituido por Greg Phillinganes en el grupo, pues se retiró un tiempo para ayudar y cuidar a su hermana que sufría de cáncer de pulmón. Regresó en 2006 para la grabación del álbum Falling in Between, pero solo participando en estudio, ya que las giras las seguiría realizando Greg Phillinganes. Se reincorporaría a Toto en el año 2010 y desde 2022 aparecería esporádicamente en los conciertos de la gira 'Dogz Of Oz'.